# Belle Bennett
Belle Bennett (Milaca, 22 aprile 1891 – Los Angeles, 4 novembre 1932) è stata un'attrice statunitense.
Lavorò quasi esclusivamente all'epoca del muto.

## Biografia
Nata nello Stato del Minnesota, era figlia del proprietario di un circo. Belle divenne una trapezista prima di dedicarsi alla recitazione. Compiuti gli studi a Minneapolis, lavorò in teatro, in alcune produzioni teatrali di David Belasco. Nel 1913, debuttò sullo schermo in Who Is the Savage?, un corto prodotto dalla Lubin Manufacturing Company.
Nel 1925, ricoprì il ruolo del titolo in Stella Dallas, dove fu diretta da Henry King.
Nella sua carriera, durata dal 1913 al 1931, prese parte a quasi novanta film. Lavorò con alcuni dei registi più noti della storia del cinema, tra i quali John Ford, David W. Griffith, Victor Fleming, Allan Dwan, Archie Mayo, Frank Borzage.
Morì il 4 novembre 1932, all'età di 41 anni, a Los Angeles.

### Matrimoni
Belle Bennett si sposò tre volte. Nel 1918, con Jack Oaker. Quindi, con William Macy. L'ultimo marito fu il regista e attore Fred Windermere (1892-1970).

## Riconoscimenti
Per il suo contributo all'industria cinematografica, le venne assegnata una stella sulla Hollywood Walk of Fame al 1511 di Vine Street.

## Filmografia
La filmografia è completa. Quando manca il nome del regista, questo non viene riportato nei titoli

### Attrice
- Who Is the Savage?, regia di Romaine Fielding - cortometraggio (1913)
- The Little Peacemaker - cortometraggio (1913)
- The Vortex, regia di Milton J. Fahrney - cortometraggio (1913)
- The Death Stone of India, regia di Milton J. Fahrney - cortometraggio (1913)
- Soldiers Three (1913)
- Through the Sluice Gates, regia di John G. Adolfi (1913)
- Vengeance, regia di Lorimer Johnston - cortometraggio (1913)
- The Pitch That Defiles (1913)
- An Accidental Clue, regia di Albert W. Hale (1913)
- The Padre's Sacrifice, regia di William H. Brown - cortometraggio (1913)
- Romance and Duty (1913)
- A Man's Awakening (1913)
- The Baby (1913)
- A Ticket to Red Horse Gulch (1914)
- What the Crystal Told (1914)
- The Unexpected - cortometraggio (1914)
- Sacrificial Fires - cortometraggio (1914)
- The Rat - cortometraggio (1914)
- Mrs. Wiggs of the Cabbage Patch, regia di Harold Entwistle (1914)
- Mignon, regia di William Nigh (1915)
- The Fighting Four, regia di Milton J. Fahrney (1915)
- A Deal in Indians, regia di Milton J. Fahrney - cortometraggio (1915)
- Doctor Jerry, regia di Milton J. Fahrney (1915)
- The Holdup, regia di Milton J. Fahrney (1915)
- Hearts and Clubs, regia di Milton J. Fahrney (1915)
- Jerry's Revenge, regia di Milton J. Fahrney (1915)
- Jerry in the Movies, regia di Milton J. Fahrney (1916)
- Jerry in Mexico (1916)
- The Girl of His Dreams, regia di Milton J. Fahrney (1916)
- Around the World, regia di Milton J. Fahrney (1916)
- Jerry's Millions, regia di Milton J. Fahrney (1916)
- Too Proud to Fight, regia di Milton J. Fahrney (1916)
- Not My Sister, regia di Charles Giblyn (1916)
- Sweet Kitty Bellairs, regia di James Young (1916)
- The Deserter, regia di Walter Edwards (1916)
- Where Is My Husband? (1916)
- Jerry and the Counterfeiters, regia di Milton J. Fahrney (1916)
- A Lucky Leap, regia di Roy Clements - cortometraggio (1916)
- Sweedie, the Janitor, regia di Wallace Beery (1916)
- A Capable Lady Cook, regia di Wallace Beery (1916)
- The Fascinating Model, regia di Roy Clements (1916)
- His Golden Hour, regia di Roy Clements (1916)
- The Jewel of Death, regia di Milton J. Fahrney (1917)
- Fat and Foolish, regia di Roy Clements (1917)
- Fires of Rebellion, regia di Ida May Park (1917)
- The Charmer, regia di Jack Conway (1917)
- The Devil Dodger, regia di Clifford Smith (1917)
- Bond of Fear, regia di Jack Conway (1917)
- Ashes of Hope, regia di Walter Edwards (1917)
- The Taming of Lucy, regia di Charles Swickard (1917)
- The Fuel of Life, regia di Walter Edwards (1917)
- Because of a Woman, regia di Jack Conway (1917)
- A Soul in Trust, regia di Gilbert P. Hamilton (1918)
- The Lonely Woman, regia di Thomas N. Heffron (1918)
- The Last Rebel, regia di Gilbert P. Hamilton (1918)
- Bruin Trouble (1918)
- The Atom, regia di Frank Borzage (1918)
- The Reckoning Day, regia di Roy Clements (1918)
- There and Back, regia di Harry Wulze (1918)
- The Mayor of Filbert, regia di Christy Cabanne (1919)
- Monkey Shines, regia di Al Christie (1920)
- Your Best Friend, regia di William Nigh (1922)
- Flesh and Spirit, regia di Joseph Levering (1922)
- In Hollywood with Potash and Perlmutter, regia di Alfred E. Green (1922)
- His Supreme Moment, regia di George Fitzmaurice (1925)
- Playing with Souls, regia di Ralph Ince (1925)
- If Marriage Fails, regia di John Ince (1925)
- Stella Dallas, regia di Henry King (1925)
- East Lynne, regia di Emmett J. Flynn (1925)
- The Reckless Lady, regia di Howard Higgin (1926)
- Fourth Commandment, regia di Emory Johnson (1926)
- Il giglio (The Lily), regia di Victor Schertzinger (1926)
- Mother, regia di James Leo Meehan (1927)
- Nel gorgo del peccato (The Way of All Flesh), regia di Victor Fleming (1927)
- Wild Geese, regia di Phil Goldstone (1927)
- La canzone della mamma (Mother Machree), regia di (non accreditato) John Ford (1928)
- The Devil's Skipper, regia di John G. Adolfi (1928)
- The Sporting Age, regia di Erle C. Kenton (1928)
- The Devil's Trademark, regia di James Leo Meehan (1928)
- La battaglia dei sessi (The Battle of the Sexes), regia di D.W. Griffith (1928)
- Imputata alzatevi! (The Power of Silence), regia di Wallace Worsley (1928)
- La maschera di ferro (The Iron Mask), regia di Allan Dwan (1929)
- Molly and Me, regia di Albert Ray (1929)
- My Lady's Past, regia di Albert Ray (1929)
- Ritorna il sole (Their Own Desire), regia di E. Mason Hopper (1929)
- The Woman Who Was Forgotten, regia di Richard Thomas (1930)
- Courage, regia di Archie Mayo (1930)
- Recaptured Love, regia di John G. Adolfi (1930)
- The Big Shot, regia di Ralph Murphy (1931)

### Film o documentari dove appare Belle Bennett
- Hello, 'Frisco, regia di Slim Summerville (1924)